# Rainbow
Rainbow fue una banda británica de hard rock y heavy metal fundada en 1975 por el guitarrista brítánico Ritchie Blackmore. El principal período de actividad de la banda tuvo lugar entre 1975 y 1984, entre 1994 y 1997, y entre 2015 y 2020. En un principio, la banda estuvo conformada por los integrantes del grupo Elf, pero tuvo varios cambios en su formación, y con ninguna de ellas grabó más de un disco. La banda ha contado con la participación de varios vocalistas como Ronnie James Dio, Graham Bonnet, Joe Lynn Turner, Doogie White, y el último Ronnie Romero. Originalmente, su música mezclaba letras épicas, con el sonido de la música clásica, el hard rock y el rock and roll, por lo que es considerada una de las bandas claves en el desarrollo del heavy metal.
Rainbow ocupa el puesto noventa de la lista 100 mejores artistas de hard rock diseñada por VH1.

## Historia

### Inicios yRitchie Blackmore's Rainbow(1975-1976)

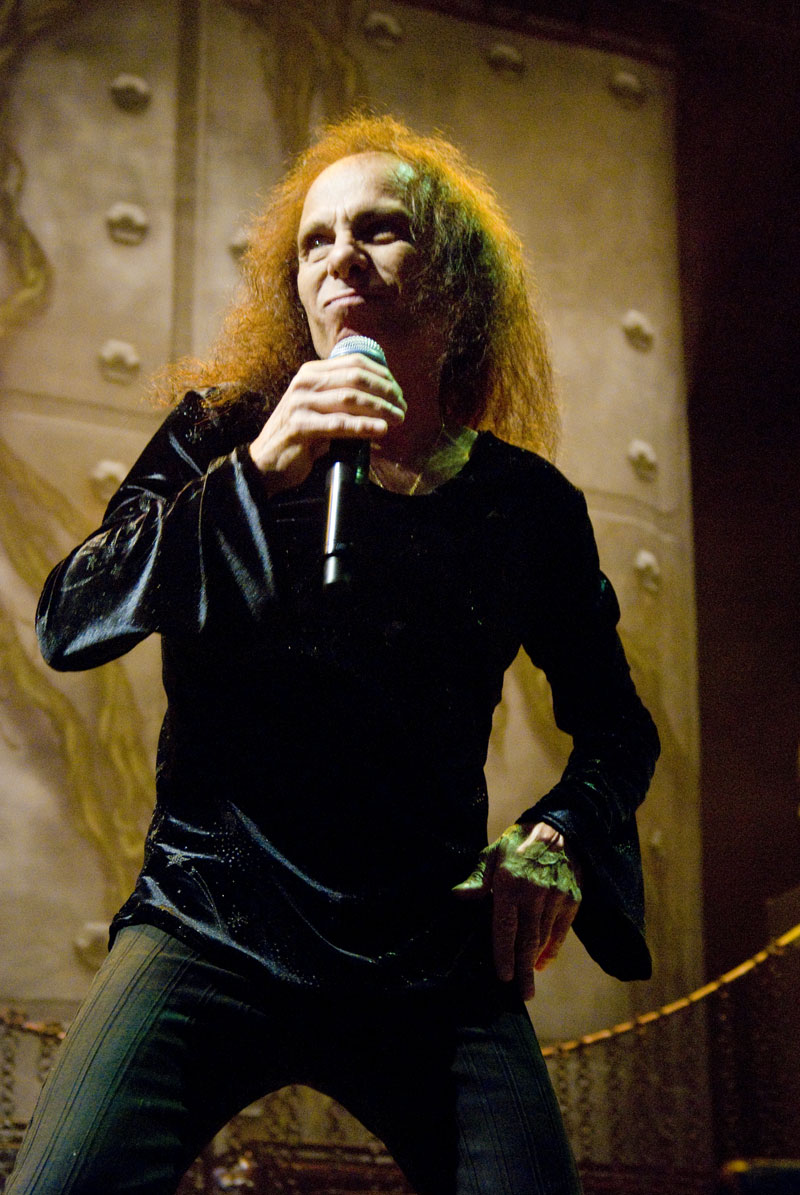
Ronnie James Dio, cantante original de Rainbow

Ritchie Blackmore, guitarrista de Deep Purple, discrepaba de la orientación musical de esta banda y optó por separarse oficialmente en abril de 1975 para comenzar un proyecto paralelo. Para ello convocó a los miembros de una banda ya existente, Elf, exceptuando al guitarrista, con los cuales había estado en los Musicland Studios de Múnich (el mismo utilizado para Stormbringer de Deep Purple) entre febrero y marzo de ese año. Elf había sido la banda soporte de Deep Purple durante algunas fechas de su última gira norteamericana en 1974. Con esta formación salió el primer álbum, titulado simplemente Ritchie Blackmore's Rainbow (1975), el cual ofreció como relativo éxito la canción "Man on the Silver Mountain". Pero a continuación, Blackmore deshizo el grupo y se quedó solamente con el cantante, Ronald James Padavona, más conocido como Ronnie James Dio, con quien compartía gustos por temas como la música clásica y el ocultismo. Esta situación los dejó en una extraña posición, con un disco grabado listo para salir pero sin una banda para presentarlo en vivo.
A la base Dio-Blackmore se agregó un nuevo integrante, el baterista Cozy Powell, quién venía de tocar junto a Jeff Beck. La incorporación de Powell resultaría vital para la obtención del sonido que caracterizaría a la banda los siguientes cinco años. Luego se integraría el bajista Jimmy Bain y el músico canadiense Tony Carey. El 12 de noviembre de 1975, en el Beacon Theater de Nueva York se realizó el primer concierto de Rainbow de todos los tiempos, con Argent como teloneros (banda que tuvo como guitarrista a Russ Ballard, compositor de las canciones "Since You've Been Gone" y "I Surrender" que serían usadas en el repertorio de Rainbow tiempo después).

### RisingyOn Stage(1976-1978)
El primer éxito verdadero vino en 1976 con el álbum Rising, producido por Martin Birch. Este álbum no produjo ningún sencillo pero fue muy vendido durante bastante tiempo. En este disco puede encontrarse "Stargazer", una de las canciones de referencia del género, que marca el inicio de las letras características de la carrera de Ronnie James Dio. El año siguiente editaron On Stage, un disco en vivo que marca el fin de la formación clásica de Rainbow. Al igual que en Made in Japan, el aclamado disco en vivo que años antes había grabado Ritchie junto a Deep Purple, On Stage incluye versiones extendidas de los primeros clásicos de la banda, marcando la pauta para un subgénero que se acuñaría como tal años más tarde, el heavy metal progresivo.

### Long Live Rock 'n' Roll(1978-1979)
Mientras todo esto ocurría, el grupo se reunía en París en los estudios Le Chateau para preparar un nuevo LP. El bajista Jimmy Bain no fue convocado. En su reemplazo, Blackmore llamó a Mark Clarke, exintegrante del grupo Tempest, que venía de acompañar al por entonces líder y teclista de Uriah Heep, Ken Hensley, en su segundo disco solista, Eager To Please (un disco en el que se incluía una composición del propio Clarke llamada curiosamente Stargazer). Tras dos meses de sesiones intermitentes, Blackmore, disgustado con los resultados, despide a Tony Carey primero y a Mark Clarke poco después. La grabación queda detenida con Blackmore regresando a Inglaterra para probar músicos. Al no quedar conforme con ninguno, vuelve a París y regraba él mismo todas las partes de bajo. Las partes de Tony Carey son regrabadas en diciembre por un músico de sesión llamado David Stone que es finalmente incorporado como un miembro estable. Poco después la alineación se completa con Bob Daisley al bajo y así se presenta el disco, sin embargo, el bajo en la grabación final fue grabado por el propio Blackmore. Long Live Rock 'n' Roll es lanzado en el Reino Unido el día que el guitarrista cumple 33 años, el 14 de abril de 1978.
La gira lleva al grupo a Estados Unidos, plaza que por entonces la banda no podía conquistar, con magras ventas de todos los discos y sencillos editados hasta el momento. La gira se completa con un Blackmore frustrado ante esta situación. Poco después le anuncia a Dio su intención de darle a la música del grupo un planteamiento más comercial. Blackmore quería alcanzar la línea de bandas como Journey, Foreigner o REO Speedwagon. Dio no acepta estos términos y renuncia. Casi enseguida Blackmore, sintiendo que el cambio en la banda debe ser más profundo, despide a Daisley y a Stone. Solo queda a su lado Cozy Powell.

### Down to Earth(1978-1980)

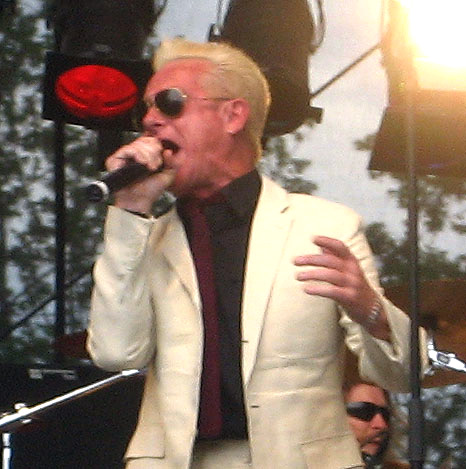
Graham Bonnet reemplazó a Ronnie James Dio como cantante de Rainbow

Tras el alejamiento de Dio y el resto de músicos, Ritchie Blackmore se encontraba en una encrucijada personal y artística, viviendo un período convulsivo de cambios internos (un divorcio) y externos (su banda). Decidió recurrir a su antiguo compañero en Deep Purple y en ese momento un reputado productor discográfico, Roger Glover. Si bien la partida del bajista de Deep Purple en 1973 había sido mucho menos que amistosa, habían pasado casi seis años desde entonces por lo que los ánimos volvían a estar predispuestos por ambas partes. La idea de Blackmore era que Glover, como productor, llevara a Rainbow al reconocimiento masivo en los Estados Unidos, aun cuando esto significara cambiar los planteamientos musicales del grupo estilística y estéticamente. Finalmente Blackmore le propuso a Roger volver a los escenarios como bajista, lo cual también le permitió compartir los créditos de composición.
Blackmore y Glover empezaron a componer nuevo material. Con el agregado del sesionista Don Airey en teclados y tras la nueva convocatoria de Cozy Powell, el cuarteto se dirigió a París en enero de 1979, y nuevamente en Le Chateau Studios grabaron bases y pistas instrumentales para ser usadas en el próximo disco, aunque la agrupación todavía no tenía un cantante contratado. El primer candidato fue Ian Gillan, pero el vocalista declinó la oferta. Roger Glover sugirió un cantante de Lincolnshire al que había oído en cintas y el cual había tenido éxito en Australia, pero que era desconocido en el resto del mundo: Graham Bonnet. El guitarrista y el bajista viajaron a Australia y vieron a Bonnet en vivo. El cantante tenía un rango vocal adecuado, pero visualmente era muy diferente a la idea que Blackmore tenía sobre como debía lucir un líder. Bonnet usaba el cabello muy corto y tenía una apariencia similar a la de James Dean, algo que no encajaba con el tono de Ritchie. Apremiado por la falta de tiempo, Blackmore decidió contratar a Bonnet. De allí fueron a París, donde se grabaron las voces y se hicieron los arreglos finales en febrero. El grupo fue presentado oficialmente y el 1 de agosto de 1979 el álbum Down to Earth fue lanzado. El disco mostraba un sonido mucho más comercial, además, los miembros de la banda se recortaron el cabello para no acentuar el contraste con Bonnet.
Lograron el primer hit-single con Since You've Been Gone (N.º 6 en las listas de éxitos) y enseguida repitieron con All Night Long (N.º 5 en las listas). La gira mundial también fue un éxito, con excelente respuesta en Japón, Australia y Nueva Zelanda. Sin embargo en Inglaterra la historia fue distinta. El concierto en el estadio de Wembley terminó convertido en una batalla campal y hubo graves destrozos que motivaron la intervención policial cuando Blackmore se negó a hacer un bis tras solo 75 minutos de show. La repercusión fue tan negativa que Blackmore decidió conceder un reportaje al diario Melody Maker días después, donde fue entrevistado por un grupo de sus fanáticos. Blackmore y Glover empezaron a mostrar cierto descontento con Bonnet. La situación empeora cuando Cozy Powell anuncia su intención de dejar la banda tras el éxito de su disco solista. El 16 de agosto de 1980 el grupo encabeza la primera edición del festival Monsters of Rock en Donington Park, Reino Unido.

### Difficult to Cure(1980-1982)

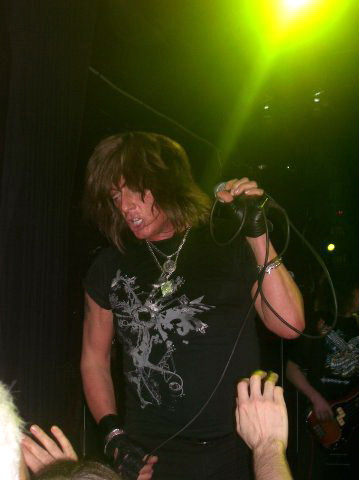
Joe Lynn Turner ingresó a Rainbow en 1980

Rainbow anuncia que el concierto del Monsters of Rock es la despedida oficial de Cozy Powell. Días después también se anuncia la partida de Graham Bonnet, señalando que es una decisión personal.
A fines de agosto de 1980, superado el Monsters of Rock, Blackmore y Glover tienen temas compuestos ya desde el año anterior y otro disco en carpeta por lo que necesitan cubrir los puestos de cantante y baterista. El novato Bobby Rondinelli es elegido tras audicionar a más de cien bateristas. Con él incorporado, el grupo graba bases a finales de ese mes en los estudios Sweet Silence de Copenhague, Dinamarca. Blackmore está decidido a romper el mercado estadounidense, por lo que orientan la búsqueda hacia esas tierras. Joe Lynn Turner, cantante y guitarrista rítmico de una poco conocida banda de la costa este estadounidense llamada Fandango, es contratado como nuevo cantante en reemplazo de Bonnet.
La agrupación, conformada por Blackmore, Turner, Airey, Glover y Rondinelli, se trasladó a Copenhague para grabar Difficult to Cure. El disco fue lanzado mundialmente el 12 de febrero de 1981. El diseño de carátula fue creado por la prestigiosa firma Hipgnosis, responsables de algunas de las portadas de bandas como Pink Floyd, Led Zeppelin y Black Sabbath. El nombre del álbum le es adjudicado a la última canción del mismo, una adaptación de Blackmore del "Himno a la alegría" contenido en la Novena Sinfonía de Beethoven. Al disco le sigue una gira mundial. David Rosenthal, instrumentista y transcriptor proveniente de la música clásica, reemplaza a Don Airey en los teclados para la grabación del siguiente trabajo discográfico.

### Straight Between the Eyes(1982-1983)
Para este nuevo proyecto, la premisa era acentuar el aspecto comercial de la música para lograr insertar al grupo en el mercado estadounidense, donde la banda no había podido tocar en lugares grandes excepto como banda soporte. La gira anterior por Estados Unidos, por ejemplo, fue abriendo recitales de Reo Speedwagon). Straight Between the Eyes sale al mercado en marzo de 1982. "Stone Cold", el corte de difusión, llega a la segunda posición del ranking estadounidense. Impulsado por la popularidad del sencillo, el álbum se convirtió en un éxito en ventas en Norteamérica, tanto que se convirtió en la segunda producción de Blackmore más vendida en ese continente después de Machine Head de Deep Purple. La tan ansiada popularidad en los Estados Unidos finalmente llegó para la agrupación. Sin embargo, muchos de los fanáticos del sonido inicial de Rainbow quedaron decepcionados por el acercamiento de la banda al AOR. La gira soporte del álbum se enfocó específicamente en el mercado estadounidense, dejando por fuera al Reino Unido. Fue filmado un concierto de esta gira en San Antonio, Texas y compilado en el directo Live Between the Eyes.

### Bent Out of Shape(1983-1984)
El grupo se mantiene un año más, durante el cual plasman el álbum más consistente de todo el período Turner, Bent Out of Shape, grabado entre mayo y junio de 1983 en Copenhague y editado en septiembre de ese año. Pese a su calidad, el álbum vende apenas la mitad de lo esperado, por lo que apenas es apoyado por material de difusión. La gira tampoco fue tan multitudinaria como la anterior.
Chuck Burgi reemplazó a Rondinelli en la batería. El vídeoclip de la canción "Street of Dreams" generó cierta controversia tras declaraciones del doctor Thomas Radecki afirmando que no debería ser transmitido por el canal MTV debido a su contenido de violencia contra la mujer. Rainbow regresó al Reino Unido y también realizó una gira por tierras japonesas en marzo de 1984, donde la banda interpretó "Difficult to Cure" acompañado de una orquesta. La actuación quedaría plasmada en un vídeo oficial exclusivo para Japón y parcialmente en el doble Finyl Vinyl editado en 1986.

### Stranger in Us All(1995-1997)

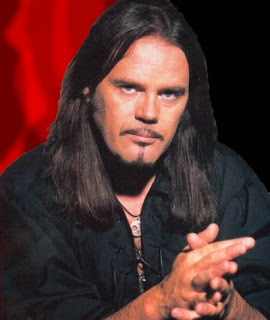
Doogie White, cuarto cantante de Rainbow

Tras la poca acogida que tuvo la última gira de la banda en Norteamérica, Blackmore decide hacer una pausa en su carrera con Rainbow para reunirse con sus antiguos compañeros de Deep Purple. Luego de grabar cuatro álbumes de estudio y girar durante casi 10 años, a finales de 1993 algunas desavenencias personales con los integrantes de la banda (especialmente con el vocalista Ian Gillan) llevaron a Blackmore a abandonar la gira 25 Aniversario del grupo que presentaba el álbum The Battle Rages On... después de varios shows que mostraban que las relaciones del conjunto eran completamente insostenibles. El guitarrista fue reemplazado por Joe Satriani. Su salida de Deep Purple llevó a Blackmore a reagrupar Rainbow en 1995 para grabar el álbum Stranger in Us All y para realizar una nueva gira mundial.
Para este, su último disco en estudio de hard rock, Blackmore reclutó a Doogie White, antiguo postulante para reemplazar a Bruce Dickinson cuando partió de Iron Maiden en 1992, al bajista Greg Smith (ex-Alice Cooper), al tecladista Paul Morris (ex-Warlock) y el batería John O'Reilly. Este último se rompió una costilla después de la finalización del disco, por lo que fue reemplazado por Chuck Burgi. Hacia fines de 1996 John Micelli reemplazó a Burgi para el tour europeo, dando la banda el último show en el Esjberg Festival en Dinamarca en abril de 1997.

### Disolución
Pese al éxito del último disco, sobre todo en Japón, con giras por Asia y Sudamérica, Blackmore decidió empezar una nueva aventura musical con su pareja, la cantante Candice Night, corista de esta nueva etapa de Rainbow, con quien formó Blackmore's Night y hasta la fecha ha editado varios discos de música medieval.

### Actualidad y reunión
Desde 2014 el antiguo vocalista de la banda, Joe Lynn Turner, extendió en diversas entrevistas el rumor de que él y Ritchie Blackmore habían estado conversando sobre una posible reunión de Rainbow, declarando que el guitarrista se estaba sintiendo tentado de volver a tocar música rock. Si bien dichas declaraciones eran hasta el momento sólo especulaciones sin confirmar por parte del mismo Blackmore, en septiembre de 2015 Ritchie Blackmore reveló en una entrevista que efectivamente iba a regresar al mundo del hard rock aunque de forma muy fugaz, teniendo en mente presentarse por solamente tres fechas en Europa a mediados de 2016, para después volver a Blackmore's Night y cerrar dicho capítulo permanentemente, motivado especialmente por la muerte de su antiguo colega de Deep Purple, el teclista Jon Lord en 2012.
La nueva alineación de Rainbow fue anunciada el 6 de noviembre de 2015, con el cantante de la banda Lords of Black, Ronnie Romero (a quien Blackmore se refirió como un vocalista increíble, con una voz similar a la de Dio y Freddie Mercury), el teclista de Stratovarius, Jens Johansson, el baterista de Blackmore's Night, David Keith y el bajista Bob Nouveau.
La banda encabezó la edición alemana del festival «Monsters of Rock» festival. Debutaron el 17 de junio de 2016 en el festival Loreley Freilichtbuhne ante unas 15 000 personas. El 18 de junio tocaron en otro festival al aire libre ante 30 000 fanáticos en Bietigheim-Bissingen. El tercer y último show fue brindado en Birmingham, Inglaterra. Durante los tres conciertos la banda tocó ante unas 60 000 personas en total.
Se le consultó en una entrevista al bajista Bob Nouveau sobre la posibilidad de grabar un álbum de estudio con esta nueva formación de Rainbow, a lo que el músico contestó: "Me encantaría entrar al estudio con esta formación de Rainbow. Solo necesitamos que Ritchie se decida a hacerlo. Siento que todos tenemos alguna presión debido a las expectativas de nuestros fanáticos. En mi caso, esa presión me hace trabajar con más ímpetu para tratar de conseguir mejores resultados". Sin embargo, Blackmore afirmó que no había posibilidad de grabar un nuevo álbum y que esta reunión se dio por "simple diversión". El músico también afirmó que se le han hecho varias propuestas para hacer más conciertos en el futuro con Rainbow.
Pese a la decisión inicial de no retornar al estudio, Blackmore relevó en mayo de 2017 en una entrevista con la revista Burrn! que la banda había grabado dos nuevas canciones. Blackmore afirmó: "Compuse una nueva canción y también grabé de nuevo una de las clásicas. Ronnie, que se encuentra en Madrid en este momento, le agregó las voces y me la envió de vuelta. Las canciones serán publicadas como sencillos, no en un larga duración".
Rainbow se embarcó en una gira de cuatro fechas por el Reino Unido en junio de 2017. La gira dio inicio con el primer concierto de la banda en Londres desde 1995, seguida por recitales en Mánchester, Glasgow y Birmingham.
Rainbow ofreció su último y exitoso concierto multitudinario en Múnich a mediados de 2019, a la espera de nuevas fechas.

## Formaciones

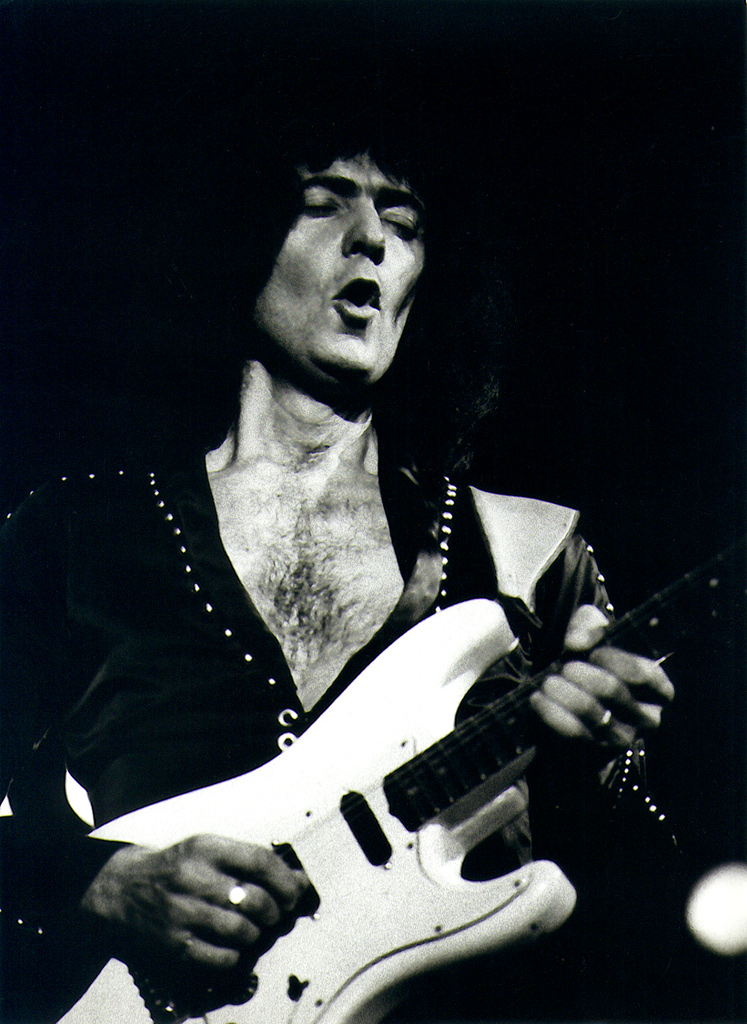
Ritchie Blackmore actuando en la Plaza de Toros Monumental de Barcelona

### Cronología
A lo largo de su existencia, Rainbow ha estado formada por:
Mk 1: Ritchie Blackmore (guitarra), Ronnie James Dio (voces), Mickey Lee Soule (teclados), Craig Gruber (bajo) y Gary Driscoll (batería). Esta formación grabó el primer álbum en estudio, Ritchie Blackmore's Rainbow (1975).
Mk 2: Ritchie Blackmore (guitarra), Ronnie James Dio (voces), Tony Carey (teclados), Jimmy Bain (bajo) y Cozy Powell (batería). Esta formación grabó el segundo álbum en estudio, Rainbow Rising (1976) y el álbum en vivo Rainbow On Stage (1977).
Mk 3: Ritchie Blackmore (guitarra), Ronnie James Dio (voces), Tony Carey (teclados), Mark Clarke (bajo) y Cozy Powell (batería). Esta formación no grabó ningún disco en estudio.
Mk 4: Ritchie Blackmore (guitarra), Ronnie James Dio (voces), David Stone (teclados), Bob Daisley (bajo) y Cozy Powell (batería). Esta formación grabó el tercer álbum en estudio, Long Live Rock 'n' Roll (1977)y el concierto Starstruck.
Mk 5: Ritchie Blackmore (guitarra), Ronnie James Dio (voces), David Stone (teclados), Jack Green (bajo) y Cozy Powell (batería). Esta formación no grabó ningún disco en estudio.
Mk 6: Ritchie Blackmore (guitarra), Graham Bonnet (voces), Don Airey (teclados), Roger Glover (bajo) y Cozy Powell (batería). Esta formación grabó el cuarto álbum en estudio, Down to Earth (1979).
Mk 7: Ritchie Blackmore (guitarra), Joe Lynn Turner (voces), Don Airey (teclados), Roger Glover (bajo) y Bob Rondinelli (batería). Esta formación grabó el quinto álbum en estudio, Difficult to Cure (1981).
Mk 8: Ritchie Blackmore (guitarra), Joe Lynn Turner (voces), David Rosenthal (teclados), Roger Glover (bajo) y Bob Rondinelli (batería). Esta formación grabó el sexto álbum en estudio, Straight Between the Eyes (1982).
Mk 9: Ritchie Blackmore (guitarra), Joe Lynn Turner (voces), David Rosenthal (teclados), Roger Glover (bajo) y Chuck Burgi (batería). Esta formación grabó el séptimo álbum en estudio, Bent Out of Shape (1983) y el álbum en vivo Finyl Vinyl (1984).
Mk 10: Ritchie Blackmore (guitarra), Doogie White (voces), Paul Morris (teclados), Greg Smith (bajo), John O'Reilly (batería) y Candice Night (segundas voces). Esta formación grabó el octavo y último álbum en estudio, Stranger In Us All (1995).
Mk 11: Ritchie Blackmore (guitarra), Doogie White (voces), Paul Morris (teclados), Greg Smith (bajo), Chuck Burgi (batería) y Candice Night (segundas voces). Esta formación no grabó ningún disco en estudio.
Mk 12: Ritchie Blackmore (guitarra), Doogie White (voces), Paul Morris (teclados), Greg Smith (bajo), John Micelli (batería) y Candice Night (segundas voces). Esta formación no grabó ningún disco en estudio.
Mk 13: Ritchie Blackmore (guitarra), Ronnie Romero (voces), Jens Johansson (teclados), Bob Nouveau (bajo), David Keith (batería).

## Discografía

### Álbumes de estudio
- Ritchie Blackmore's Rainbow (1975)
- Rising (1976)
- Long Live Rock 'n' Roll (1978)
- Down to Earth (1979)
- Difficult to Cure (1981)
- Straight Between the Eyes (1982)
- Bent Out of Shape (1983)
- Stranger in Us All (1995)

### Álbumes en vivo
- On Stage (1977)
- Finyl Vinyl (vivo y estudio, 1986)
- Live in Germany 1976 (1990)
- Live in Munich 1977 (2 CD + DVD, 2006)
- Ritchie Blackmore's Rainbow - Black Masquerade (2 CD + DVD, 2013)
- Memories in Rock - Live in Germany (2 CD + DVD, 2016)
- Taffs and Toffs - Broadcast Recording (2020)

### EP
- Jealous Lover (1981)

### Grandes éxitos
- The Best of Rainbow (1981)
- The Very Best of Rainbow (1997)
- 20th Century Masters - The Millennium Collection: The Best of Rainbow (2000)
- Pot of Gold (2002)
- Since You Been Gone (2014)

### Sencillos
- "Man on the Silver Mountain" (1975)
- "Catch the Rainbow" (1975)
- "Starstruck" (1976)
- "Stargazer" (1976)
- "Kill the King"/"Mistreated" (1977)
- "Long Live Rock 'n' Roll" (1978)
- "Gates of Babylon" (1978)
- "Since You've Been Gone"/"Bad Girl" (1979)
- "All Night Long"/"Weiss Heim" (1980)
- "I Surrender" (1981)
- "Can't Happen Here" (1981)
- "Stone Cold" (1982)
- "Power" (1982)
- "Can't Let You Go" (1983)
- "Street of Dreams" (1983)